# 黎明神龍翼龍屬
黎明神翼龍屬（學名：Aurorazhdarcho）又譯曙神龍翼龍，是翼龍目翼手龍亞目神龍翼龍超科的一屬，生存於侏儸紀晚期的歐洲。若不計算可能是分類存疑的矛嘴翼龍，黎明神翼龍是目前已知生存年代最早的神龍翼龍超科動物。

## 發現與命名
在1999年，業餘古生物學家Peter Katschmekat在德國巴伐利亞州艾希施泰特近郊發現一個翼龍類化石，該地屬於著名的索倫霍芬石灰岩（Solnhofen Limestone）地層。瑞士巴塞爾自然使博物館將這個化石進行處理、清除母岩。在2011年，埃伯哈德·弗雷伊（Eberhard Frey）、克莉斯汀·汪邁爾（Christian A. Meyer）、Helmut Tischlinger等人將這個化石進行正式敘述、命名，模式種是原始黎明神翼龍（A. primordius）。屬名裡的aurora在拉丁文意為「黎明、曙光」；種名拉丁文意為「非常原始的」。
黎明神翼龍的正模標本（編號NMB Sh 110）發現於上艾希施泰特組（Upper Eichstätt Formation），地質年代約1億5000萬年前，相當於侏儸紀晚期的早提通階。化石是一個接近完整、保存狀態良好的身體骨骼，只缺乏頭顱骨、頸椎，身體骨骼位於一個石塊裡，而對應石板保存了頭顱骨、頸椎的輪廓。這個地區過去是個潟湖地形，動物屍體掉落湖底後，被泥沙掩埋成為化石。研究人員利用紫外線攝影技術，偵測化石周圍的磷酸氫鈣分布狀況，以瞭解屍體埋藏在泥沙裡的最後姿態。研究人員提出假設，這個翼龍類在生前曾遭受攻擊，頸部幾乎斷裂，沉入湖底後不久，頭部、頸部被外力帶到其他地方，而身體被泥沙掩埋。根據骨盆的癒合狀態，這個化石是亞成年個體；由於骨盆狹窄，應為雄性個體。

## 體徵
黎明神龍翼龍是種小型翼龍類，標本翼展約53.78公分。根據頭顱骨、頸椎的外形輪廓，顯示牠們具有長頭部，眼眶位於相當高的位置。口鼻部上方有高而圓的頭冠。頸部相當短，前方可能有肉質喉袋。
肩帶的肩膀關節低矮。雙翼的掌骨相當長，第四掌骨的長度比前臂長。四根手指的長度分別是：11.9公分、7.08公分、5.08公分、50.6公分。後肢相當長，脛骨長度約是股骨的1.3倍。

## 種系發生學
研究人員被進行研究時，將黎明神龍翼龍歸類於神龍翼龍科的原神龍翼龍科（Protazhdarchidae），目前是該科的唯一成員。若不計算可能是神龍翼龍超科的矛嘴翼龍，黎明神龍翼龍是已知生存年代最早的神龍翼龍超科動物。
研究人員同時也提出種系發生學分析，但採比較分析法，而不使用親緣分支分類法，他們發現黎明神龍翼龍的身體比例類似梳頜翼龍科的梳頜翼龍，另一種發現於索倫霍芬石灰岩的翼龍類；但他們發現黎明神龍翼龍具有某些神龍翼龍超科的關鍵特徵，例如低矮的肩膀關節，因此將黎明神龍翼龍歸類於神龍翼龍科。目前無法得知梳頜翼龍的肩膀關節外形，若參考其近親翼手龍屬，可知牠們的肩膀外形較高。